# Bispøyan
Bispøyan est un groupe d'îles de la commune de Hitra, en mer de Norvège dans le comté de Trøndelag en Norvège.

## Description
Bispøyan est un groupe d'îles qui sont situés au nord du village de Kvenvær sur l'île de Hitra et au nord-ouest de l'île de Helgbustadøya.
Les plus grandes îles sont Burøya, Olderøya, Monsøya et Henriksøya. Les îles rocheuses sont maintenant toutes inhabitées, mais les nombreuses maisons qui s'y trouvent sont utilisées comme résidences de vacances d'été.